# Hoa Kỳ kiện Wong Kim Ark
Hoa Kỳ kiện Wong Kim Ark, 169 U.S. 649 (1898), là một vụ án do Tối cao Pháp viện Hoa Kỳ xét xử và Tối cao Pháp viện phán quyết rằng về bản chất tất cả mọi người sinh ra ở Hoa Kỳ là một công dân Hoa Kỳ. Quyết định này đã thành lập một tiền lệ quan trọng trong việc giải thích Điều khoản Quốc tịch của Tu chính án thứ mười bốn của Hiến pháp Hoa Kỳ.
Wong Kim Ark (黃金德-Hoàng Kim Đức), sinh tại San Francisco trong gia đình người Hoa khoảng 1871, bị từ chối tái nhập cảnh Hoa Kỳ sau một chuyến đi ra nước ngoài, theo một đạo luật hạn chế nhập cư người Hoa và cấm người nhập cư từ Trung Quốc nhập tịch làm công dân Hoa Kỳ. Ông thách thức từ chối của chính phủ công nhận quyền công dân của mình, và Tối cao Pháp viện Hoa Kỳ đã phán quyết ủng hộ ông, lập luận rằng ngôn ngữ quyền công dân trong Tu chính án thứ 14 của Hiến pháp về bản chất bao hàm quy định tất cả mọi người sinh ra tại Hoa Kỳ - thậm chí con cái của người nước ngoài - và quyền này không có thể bị giới hạn bởi tính hiệu lực của một đạo luật của Quốc hội.
Vụ án này nêu bật những bất đồng về ý nghĩa chính xác một cụm từ trong điều khoản quyền công dân của Tu chính án thứ mười bốn, quy định rằng một người sinh ra ở Hoa Kỳ là thuộc phạm vi áp dụng quy định của Điều khoản này và đương nhiên có được quyền công dân Hoa Kỳ. Đa số thẩm phán Tối cao Pháp viện Hoa Kỳ phán quyết rằng cụm từ này có nghĩa được yêu cầu tuân theo pháp luật Hoa Kỳ, trên cơ sở đó, họ giải thích ngôn ngữ của Tu chính án 14 trong một cách quốc tịch Hoa Kỳ được cấp cho gần như tất cả các trẻ em sinh ra trên đất Hoa Kỳ (một khái niệm được biết đến như jus soli). Những người bất đồng ý kiến đối với giải thích Tối cao Pháp viện lập luận rằng việhc phải tuân theo thẩm quyền pháp lý của Hoa Kỳ có nghĩa là không tuân theo quyền hạn của ngoại quốc nào khác - đó là, không được tuyên bố là một công dân nước khác thông qua jus sanguinis (kế thừa quyền công dân của một người cha/mẹ)- một cách giải thích mà, trong quan điểm của một số ít người, đã có thể loại bỏ "con cái của những người nước ngoài tình cờ sinh khi họ đi ngang qua Hoa Kỳ".
Trong bài phân tích pháp lý về năm 2007 về các sự kiện sau phán quyết vụ Wong Kim Ark, "Các thông số của nguyên tắc jus soli, như đã được nêu tòa án trong vụ Wong Kim Ark, chưa bao giờ bị đặt câu hỏi một cách nghiêm túc bởi Tối cao Pháp viện, và đã được chấp nhận như giáo điều bởi các tòa án cấp dưới". Một bài đánh giá năm 2010 về lịch sử Điều khoản Quyền công dân cho rằng quyết định trong vụ Wong Kim Ark cho rằng việc đảm bảo quyền quốc tịch theo nơi sinh "được áp dụng cho con cái của người nước ngoài có mặt trên đất Mỹ " và cho rằng Tối cao Pháp viện "đã không tái kiểm tra vấn đề này do khái niệm về 'người ngoại quốc bất hợp pháp" đã đi vào cụm từ". Tuy nhiên, từ những năm 1990, tranh cãi đã nảy sinh về thông lệ lâu dài trong việc cấp quốc tịch tự động cho con cái của những người ngoại quốc nhập cư trái phép vào Hoa Kỳ, và các học giả pháp lý bất đồng về việc liệu vụ án tiền lệ Wong Kim Ark có được áp dụng khi cha mẹ người nước ngoài có mặt một cách bất hợp pháp tại Hoa Kỳ. Các nỗ lực đã đôi khi được Quốc hội Hoa Kỳ thực hiện để hạn chế quyền công dân do sinh ra trên đất Hoa Kỳ, bằng cách thông qua cách định nghĩa pháp lý về thẩm của Điều khoản Quốc tịch, hoặc bằng cách loại bỏ tính hiệu lực của phán quyết Wong Kim Ark và Điều khoản Quốc tịch thông qua một tu chính Hiến pháp, nhưng chưa có đề nghị nào như thế đã được Quốc hội thông qua.